# Cilento
Cilento és una regió muntanyosa de la Campània, situat a la part sud de la província de Salern, està inscrit a la llista del Patrimoni de la Humanitat de la UNESCO.
S'estén en forma de península entre els golf de Salern i Policastro. En aquesta àrea trobem una gran influència històrica de la civilització grega que construí les importants urbs de Paestum i Elea (actualment Vèlia). Constitueix un parc natural, hi ha pintoresques poblacions com Santa Maria de Castellabate o Stella Cilento.